# Randia coronata
Randia coronata är en måreväxtart som beskrevs av Attila L. Borhidi. Randia coronata ingår i släktet Randia och familjen måreväxter. Inga underarter finns listade i Catalogue of Life.